# Енисейский бассейновый округ

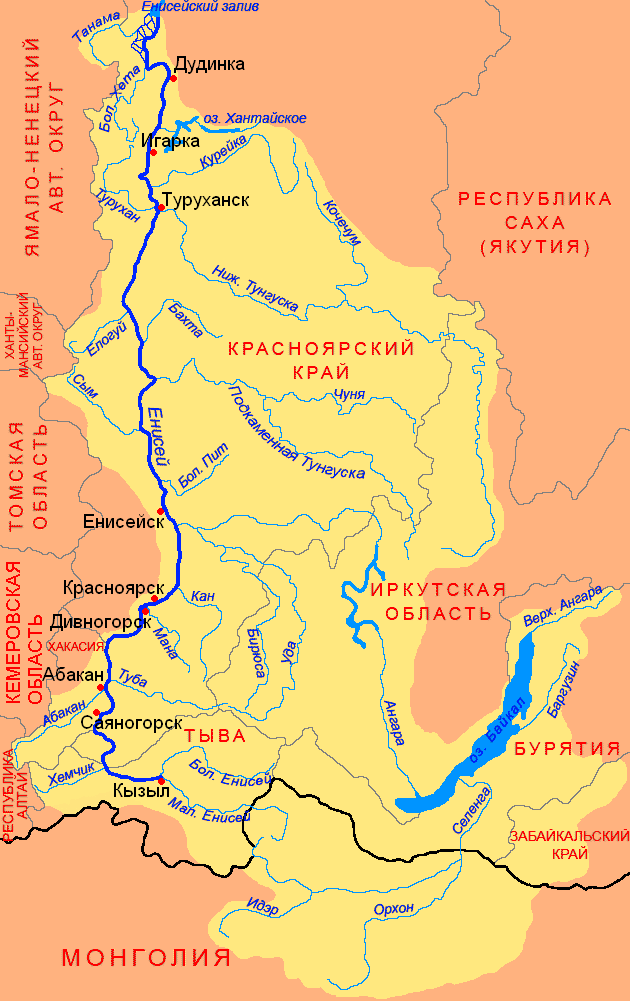
Бассейн реки Енисей

Енисейский бассейновый округ — один из 20 бассейновых округов России (согласно ст.28 Водного Кодекса).
Появился в 2006 году с целью выделения особой области использования и охраны водных объектов рек бассейна Енисея и связанных с ним подземных водных объектов.
Подразделы Енисейского бассейнового округа выделяются цифровым кодом 17.
Подразделяется на:
- 17.01 — Енисей
  - 17.01.01 — Большой Енисей[1]
    - 17.01.01.001 — Большой Енисей

- - 17.01.02 — Малый Енисей (российская часть бассейна)[2]

- -     - 17.01.02.001 — Малый Енисей
    - 17.01.02.002 — Малый Енисей[3]

- - 17.01.03 — Енисей между слиянием Большого и Малого Енисея и впадением Ангары[4]

- -     - 17.01.03.001 — Енисей от истока до Саяно-Шушенского г/у
    - 17.01.03.002 — Енисей от Саяно-Шушенского г/у до впадения р. Абакан
    - 17.01.03.003 — Енисей от впадения р. Абакан до Красноярского г/у
    - 17.01.03.004 — Кан
    - 17.01.03.005 — Енисей от Красноярского г/у до впадения р. Ангара без р. Кан
    - 17.01.03.200 — Водные объекты бассейна оз. Убсу-Нур на границе РФ с Монголией

- - 17.01.04 — Енисей между впадением Ангары и Подкаменной Тунгуски[5]

- -     - 17.01.04.001 — Енисей от впадения р. Ангара до в/п с. Ярцево
    - 17.01.04.002 — Енисей от в/п с. Ярцево до впадения р. Подкаменная Тунгуска

- - 17.01.05 — Подкаменная Тунгуска[6]

- -     - 17.01.05.001 — Подкаменная Тунгуска от истока до впадения р. Чуня
    - 17.01.05.002 — Чуня
    - 17.01.05.003 — Подкаменная Тунгуска от впадения р. Чуня до устья

- - 17.01.06 — Енисей между впадением Подкаменной Тунгуски и Нижней Тунгуски[7]

- -     - 17.01.06.001 — Енисей от впадения р. Подкаменная Тунгуска до впадения р. Нижняя Тунгуска

- - 17.01.07 — Нижняя Тунгуска[8]

- -     - 17.01.07.001 — Нижняя Тунгуска от истока до в/п п. Кислокан
    - 17.01.07.002 — Нижняя Тунгуска от в/п п. Кислокан до в/п пгт. Тура
    - 17.01.07.003 — Нижняя Тунгуска от в/п пгт. Тура до в/п п. Учами
    - 17.01.07.004 — Нижняя Тунгуска от в/п п. Учами до устья

- - 17.01.08 — Енисей ниже впадения Нижней Тунгуски[9]

- -     - 17.01.08.001 — Курейка от истока до Курейского г/у
    - 17.01.08.002 — Енисей от впадения р. Нижняя Тунгуска до в/п г. Игарка без р. Курейка от истока до Курейского г/у
    - 17.01.08.003 — Хантайка от истока до Усть-Хантайского г/у
    - 17.01.08.004 — Енисей от в/п г. Игарка до устья без р. Хантайка от истока до Усть-Хантайского г/у
    - 17.01.08.005 — Реки бассейна Енисейского залива без р. Енисей
    - 17.01.08.100 — Острова Карского моря в пределах внутренних морских вод и территориального моря РФ, прилегающего к береговой линии гидрографической единицы 17.01.08 (вкл. о-в Сибирякова и о-в Диксон)

- 17.02 — Пясина
  - 17.02.00 — Пясина[10]

- - 17.02.00.001 — Пясина и другие реки бассейна Карского моря от восточной границы бассейна Енисейского залива до западной границы бассейна р. Каменная

- 17.03 — Нижняя Таймыра
  - 17.03.00 — Нижняя Таймыра[11]

- -     - 17.03.00.001 — Нижняя Таймыра (вкл. оз. Таймыр) и другие реки бассейна Карского от западной границы бассейна р. Каменная до мыса Прончищева
    - 17.03.00.100 — Острова в пределах внутренних морских вод и территориального моря РФ, прилегающего к береговой линии гидрографической единицы 17.03.00 (вкл. о-ва архипелага Северная Земля)

- 17.04 — Хатанга

- - 17.04.01 — Хета[12]

- -     - 17.04.01.001 — Хета

- - 17.04.02 — Котуй[13]

- -     - 17.04.02.001 — Котуй

- - 17.04.03 — Попигай[14]

- -     - 17.04.03.001 — Попигай

- - 17.04.04 — Хатанга от слияния Хеты и Котуя до устья[15]

- -     - 17.04.04.001 — Хатанга от истока до устья без р. Попигай
    - 17.04.04.002 — Реки бассейна моря Лаптевых от мыса Прончищева до границы между Таймырским (Долгано-Ненецким) а.о. и Респ. Саха (Якутия) без р. Хатанга